# Torre Marganit
La Torre Marganit es un rascacielos ubicado en el barrio de HaKirya, en Tel Aviv (Israel). Terminado en 1987, el edificio tiene 138 metros (453 pies) de altura, el rascacielos tiene un mástil de cemento equipado con antenas y otros equipos de transmisión. El edificio tiene 17 pisos. Actualmente es el duodécimo edificio más alto de Israel, una vez terminado, era el segundo edificio más alto del país. Fue diseñado por la empresa de arquitectos "Assa". La torre Marganit está inclinada 28 centímetros (11 pulgadas) hacia el lado derecho, un hecho que se descubrió durante la construcción del edificio, el 5 de abril de 1989. Los trabajos de construcción continuaron después del chequeo y fueron aprobados por los ingenieros de la torre.